# Малое Бикметово
Малое Бикметово (баш. Кесе Бикмәт) — деревня в Туймазинском районе Республики Башкортостан Российской Федерации. Входит в состав Татар-Улкановского сельсовета. 

## География

### Географическое положение
Расстояние до:
- районного центра (Туймазы): 23 км,
- центра сельсовета (Татар-Улканово): 11 км,
- ближайшей ж/д станции (Кандры): 13 км.

## История
До 10 сентября 2007 года называлась деревней разъезда Бикметово.

## Население
| 2002 | 2009 | 2010 |
| ---- | ---- | ---- |
| 12   | ↗19  | ↘14  |